# Pennagaram
Pennagaram è una suddivisione dell'India, classificata come town panchayat, di 15.294 abitanti, situata nel distretto di Dharmapuri, nello stato federato del Tamil Nadu. In base al numero di abitanti la città rientra nella classe IV (da 10.000 a 19.999 persone).

## Geografia fisica
La città è situata a 12° 7' 60 N e 77° 54' 0 E e ha un'altitudine di 492 m s.l.m..

## Società

### Evoluzione demografica
Al censimento del 2001 la popolazione di Pennagaram assommava a 15.294 persone, delle quali 7.941 maschi e 7.353 femmine. I bambini di età inferiore o uguale ai sei anni assommavano a 2.027, dei quali 1.116 maschi e 911 femmine. Infine, coloro che erano in grado di saper almeno leggere e scrivere erano 9.201, dei quali 5.345 maschi e 3.856 femmine.